# Жарский повет
Жарский повет (пол. Powiat żarski) — повет (район) в Польше, входит как административная единица в Любушское воеводство. Центр повета — город Жары. Занимает площадь 1393,49 км². Население — 99 088 человек (на 2013 год).

## Административное деление
- города: Ленкница, Жары, Ясень, Любско
- городские гмины: Ленкница, Жары
- городско-сельские гмины: гмина Ясень, гмина Любско
- сельские гмины: Броды, гмина Липинки-Лужицке, гмина Пшевуз, гмина Тшебель, гмина Туплице, гмина Жары

## Демография
Население повета дано на 2005 год.
| Перепись            | Всего  | Всего | Женщины | Женщины | Мужчины | Мужчины |
| ------------------- | ------ | ----- | ------- | ------- | ------- | ------- |
|                     | чел.   | %     | чел.    | %       | чел.    | %       |
| Всего               | 98 981 | 100   | 51 103  | 51,6    | 47 878  | 48,4    |
| Городское население | 60 938 | 100   | 31 845  | 52,3    | 29 093  | 47,7    |
| Сельское население  | 38 043 | 100   | 19 258  | 50,6    | 18 785  | 49,4    |